# Scharfmetze

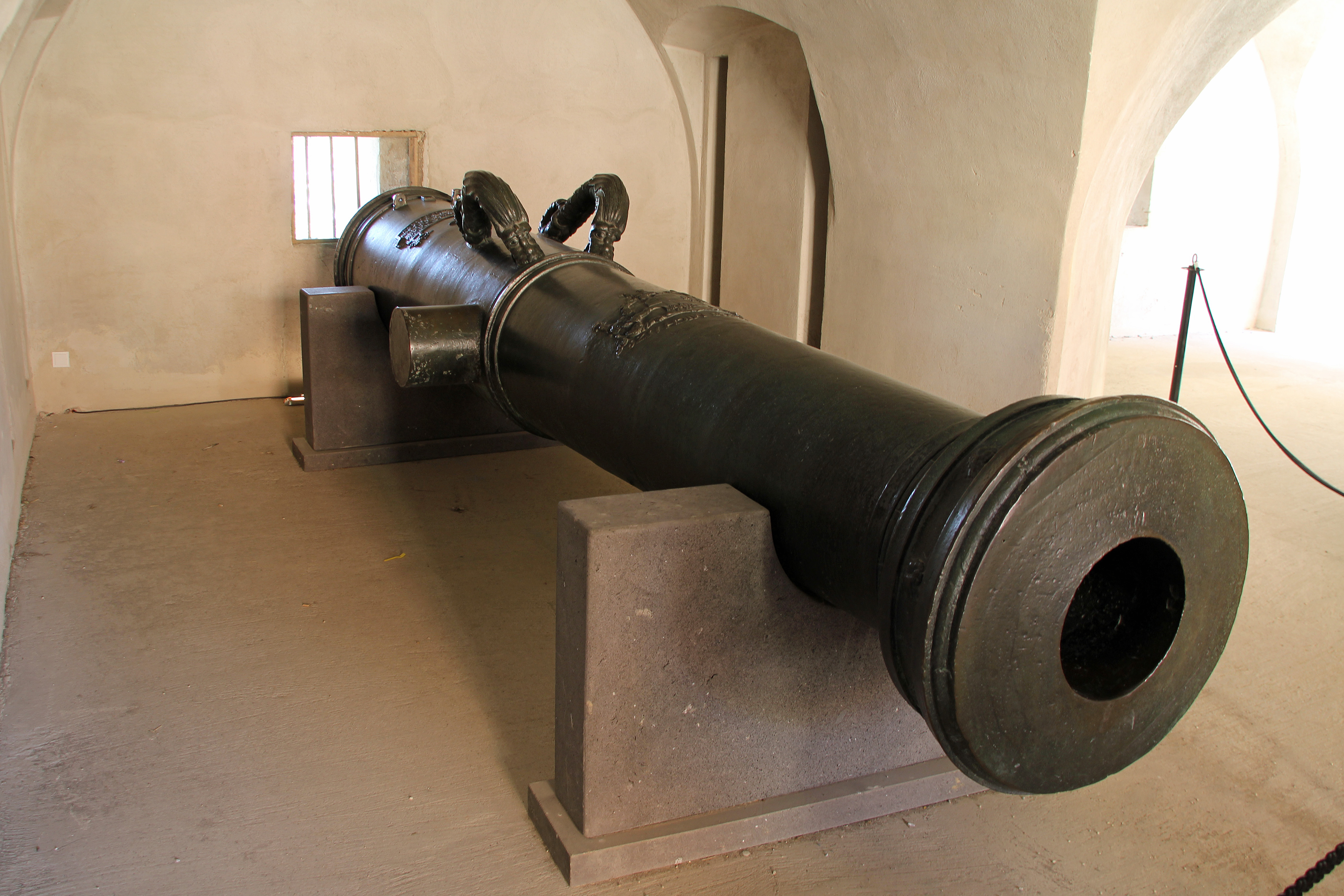
Scharfmetze „Greif“ auf der Festung Ehrenbreitstein, gegossen 1524, zu ihrer Zeit die größte Kanone Europas. 200 Zentner schwer verschoss sie 188 Pfund schwere Geschosse mit 94 Pfund Schwarzpulver.

Nach 1512 ist die Scharfmetze der schwerste Geschütztyp der Belagerungsartillerie. Die Geschütze wogen ca. drei Tonnen und konnten von je 16 Pferden gezogen werden. Als Besonderheit hatten sie als erstes Schildzapfen und lagen in Wandlafetten.

## Name und Entwicklung
Der Name bezieht sich auf das halbe Kugelgewicht der mit 50 kg Eisen als Mittelwert vom Kaiser Maximilian I. festgelegten Hauptbüchsenkugel und lehnt sich verballhornend an die italienische Bezeichnung „mezza bombarda“, also halbe Hauptbüchse an. Die Hauptbüchse verschoss über 100 Pfund Eisen – unter diesem Kaliber stehende zählen zu den Metzen. Die Hauptbüchse verschoss sowohl Stein- als auch Eisenkugeln, letztere geschmiedet, später gegossen. Die Plumpheit und Schwerfälligkeit der Hauptbüchse veranlasste König Maximilian I. 1500 zur Einführung der Scharfmetze. Maximilian I. griff mit der Scharfmetze „Löwen“ (Kaliber 23 cm) 1504 die Stadt Kufstein an. Bis Mitte des 16. Jahrhunderts war auch die Bezeichnung „Metzikana“ (von „mezza canna“, wörtlich „halbes Rohr“) in Gebrauch. Im Osmanischen Reich setzte sich die Bezeichnung Balyemez / بال يماﺯ durch.
Sie wurden bei der Belagerung Konstantinopels als die Hauptartillerieeinheit von Fatih Sultan Mehmet benutzt (siehe auch Topçu).

## Bekannte Geschütze
Die großen Geschütze erhielten einen eigenen Namen, er wurde zumeist in einer vom Stückgießer angebrachten Inschrift mit dem Herstellungsjahr angebracht.
- Der Greif gegossen 1524 von Meister Simon aus Frankfurt am Main, zu diesem Zeitpunkt die größte Kanone Europas, Heute ausgestellt auf Festung Ehrenbreitstein.
- Der Hahn, mit dem Spruch: DAS WALDT GOD / ICH HEIS DER HAN / NAR DER MICH VORN DRAN / SIMON GOS MICH / 1522 (zuletzt erwähnt 1546 in der Festung Rüsselsheim)
- Die Nachtigall, mit der Inschrift: MEISTER STEFFAN ZU FRANKFORT / 1519 / EIN NACHTIGAL BIN ICH GENANT / LIPLICH UND SCHON IST MEIN GESANG / WEN ICH SING DEM IST DIE ZEIT LANGCK (zuletzt erwähnt 1546 in der Festung Rüsselsheim, später vermutlich nach Spanien verschifft)
- Der Bruder
- Die Schwester
- Fürstenberger
- Leu, wird genannt in einem Bericht der Belagerung von Burg Nanstein und Burg Ebernburg 1523
- Boes Elß, wird genannt in einem Bericht der Belagerung von Burg Nanstein und Ebernburg 1523
- Boxberger, erwähnt auf der Ebernburg
- Die Singerin, erwähnt auf der Ebernburg
- Der Saukopf, erwähnt auf der Ebernburg
- Pfalzgräfliche Kartaune
- Turntraxel, erwähnt bei der Belagerung des Hohenkrähen
- Herzog Sigismund, erwähnt bei der Belagerung des Hohenkrähen
- Ketterlin, erwähnt bei der Belagerung des Hohenkrähen
- Der Muz, wird genannt als 80 Pfünder in einer Liste 1545 in der Festung Ziegenhain